# Сулейман аль-Амаш
Абу Мухаммад Сулейма́н ибн Михра́н аль-Кахили, известный как аль-А‘маш (араб. الأعمش‎; 680, Эль-Куфа, Ирак, Омейядский халифат — 765, Эль-Куфа, Ирак, Аббасидский халифат) — мусульманский учёный поколения табиин, известный хадисовед (мухаддис) и чтец Корана (кари).

## Биография
Его полное имя: Абу Мухаммад Сулейман ибн Михран аль-Кахили аль-Асади аль-Куфи. Он родился в Куфе в 680 г. Он был вольноотпущенником рода кахил из племени бану асад. Его отец был родом из Демавенда, но затем переселился в Куфу. Из-за слабого зрения и потому, что его глаза часто слезились, он получил прозвище аль-А‘маш.
В сочинения мусульманских биографов аль-А‘маш предстает благочестивым аскетом, пользовавшимся уважением среди жителей Куфы. Он отличался мягким нравом и остроумием, любил пошутить, что сделало его популярным как среди бедняков, так и среди богатых жителей города. Делясь с другими всем, что имеет, сам он жил в бедности и порой не находил ломтя хлеба, чтобы поесть. О его набожности были сложены рассказы и притчи. Его современник и ученик Ваки ибн аль-Джаррах рассказывал, что в течение почти семидесяти лет Сулайман аль-А‘маш не опаздывал к началу обязательной молитвы в мечети. Сообщается, что, вставая после сна, он совершал таяммум, если не имел возможности сразу совершить омовение. Такое поведение он объяснял так: «Я боюсь умереть без омовения, ибо неизвестно, когда явится смерть».
Есть сообщения, что аль-А‘маш скончался в 762 г., но большинство историков утверждают, что он умер в Куфе в месяце раби‘ ал-аввал 765 г. В том же году скончались имам Медины Джафар ас-Садик, египетский законовед Амр ибн аль-Харис, имам Мухаммад аз-Зубайди, имам Васита ибн Хаушаб, муфтий Куфы Мухаммад ибн Абдуррахман.

## Наследие
Аль-А‘маш имел прекрасную память и считался надежным передатчиком хадисов. С его слов было передано около 1300 хадисов. За его глубокие знания и правдивость люди называли его ‘аллама аль-ислам. По словам известного багдадского хадисоведа Яхьи ибн Маина, цепочка Аль-А‘маша от Ибрахима ан-Нахаи от Алькамы ибн Кайса от Абдуллаха ибн Мас‘уда является самым сильным иснадом в мусульманском предании. Другой багдадский хадисовед Хушайм ибн Башир говорил: «Я не видел в Куфе человека, который читал бы книгу Всевышнего Аллаха прекраснее, чем аль-А‘маш, говорил такие же прекрасные слова, был бы таким же понятливым и отвечал бы на каждый заданный вопрос так же быстро, как он».
Аль-А‘маш внёс большой вклад в развитие исламского богословия на раннем этапе. Он является передатчиком одного из четырнадцати самых распространенных кираатов Корана, однако его чтение не дошло до нас как мутаватир (то есть не вызывающее никаких сомнений в достоверности). Вместе с тем он является передатчиком целого пласта хадисов, восходящих к Пророку Мухаммаду. Он рассказывал хадисы со слов Абдаллаха ибн Абу Ауфы, последнего из сподвижников, живших в Куфе, и встречался с Анасом ибн Маликом. Он передавал хадисы со слов таких известных табиинов, как Абу Ваил, Зир ибн Хубайс, Ибрахим ан-Нахаи, Ибн Шихаб аз-Зухри и др. В свою очередь от него пересказывали хадисы Абу Ханифа, Шуба ибн аль-Хаджжадж, Суфьян ас-Саури, Суфьян ибн Уяйна и другие.